# 国王阁

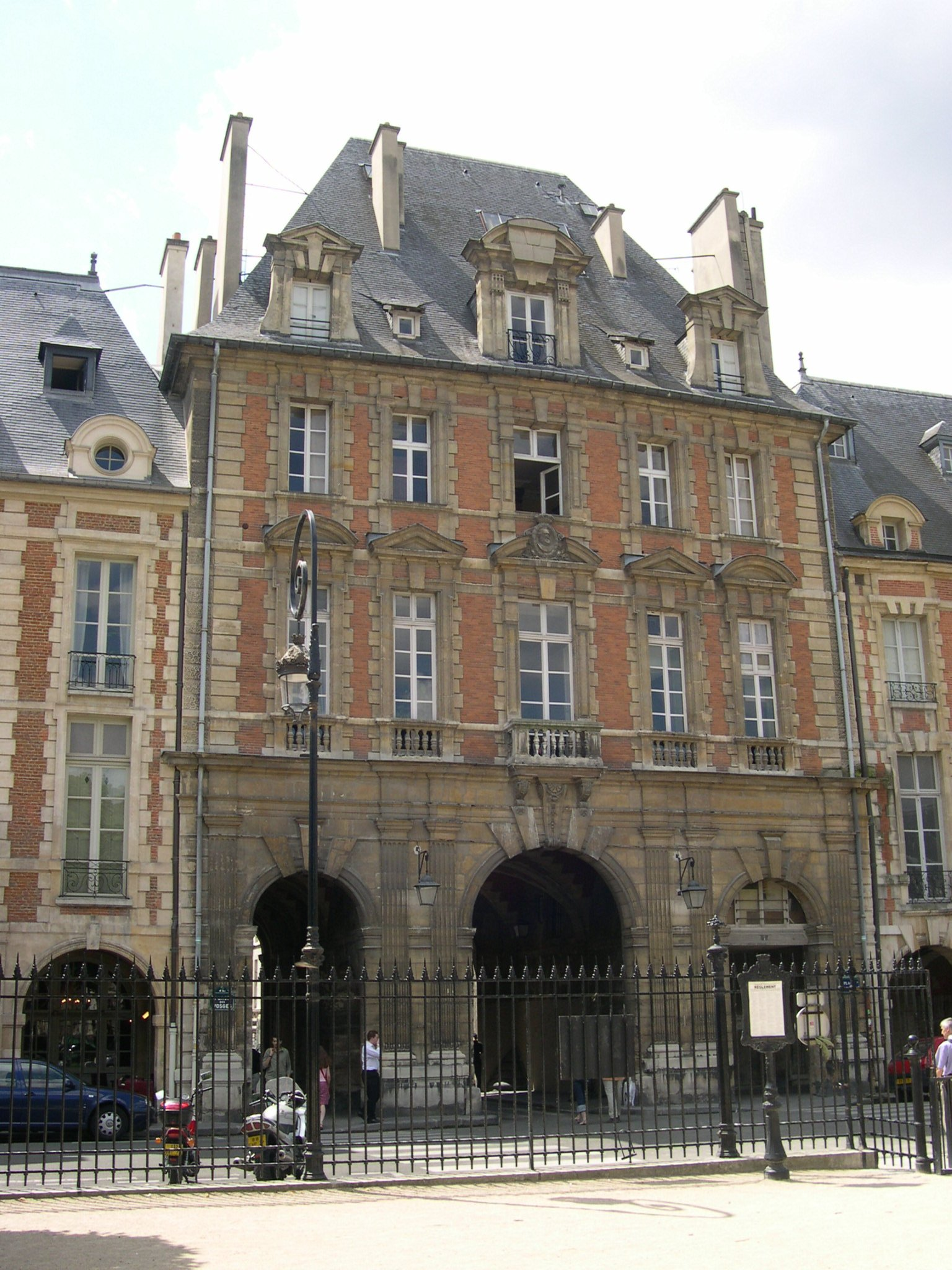

国王阁（Pavillon du Roi）是一座17世纪法式府邸，位于巴黎第四区的孚日广场1号。它座落在孚日广场南侧的中心部位。广场中心的路易十三骑马雕像，面向这座雕像。沿着广场的中轴线，穿过底层的通道，通向比拉格街（rue de Birague）。国王阁旁边的1b号, 库朗热府邸（Hôtel Coulanges），是塞维涅夫人的出生地。
国王阁和王后阁是孚日广场最重要的两座建筑物，它们南北呼应，高于广场上的其他建筑。

## 历史
国王阁建于1605年至1608年间，由法国王室出资修建，当时正在开辟皇家广场（place Royale，今孚日广场），正对着广场北侧的王后阁。法国国王原本打算将其作为广场的主要入口，但他一直都住在那里。它的设计委托给国王的建筑师路易斯·梅特佐（Louis Métezeau）。.

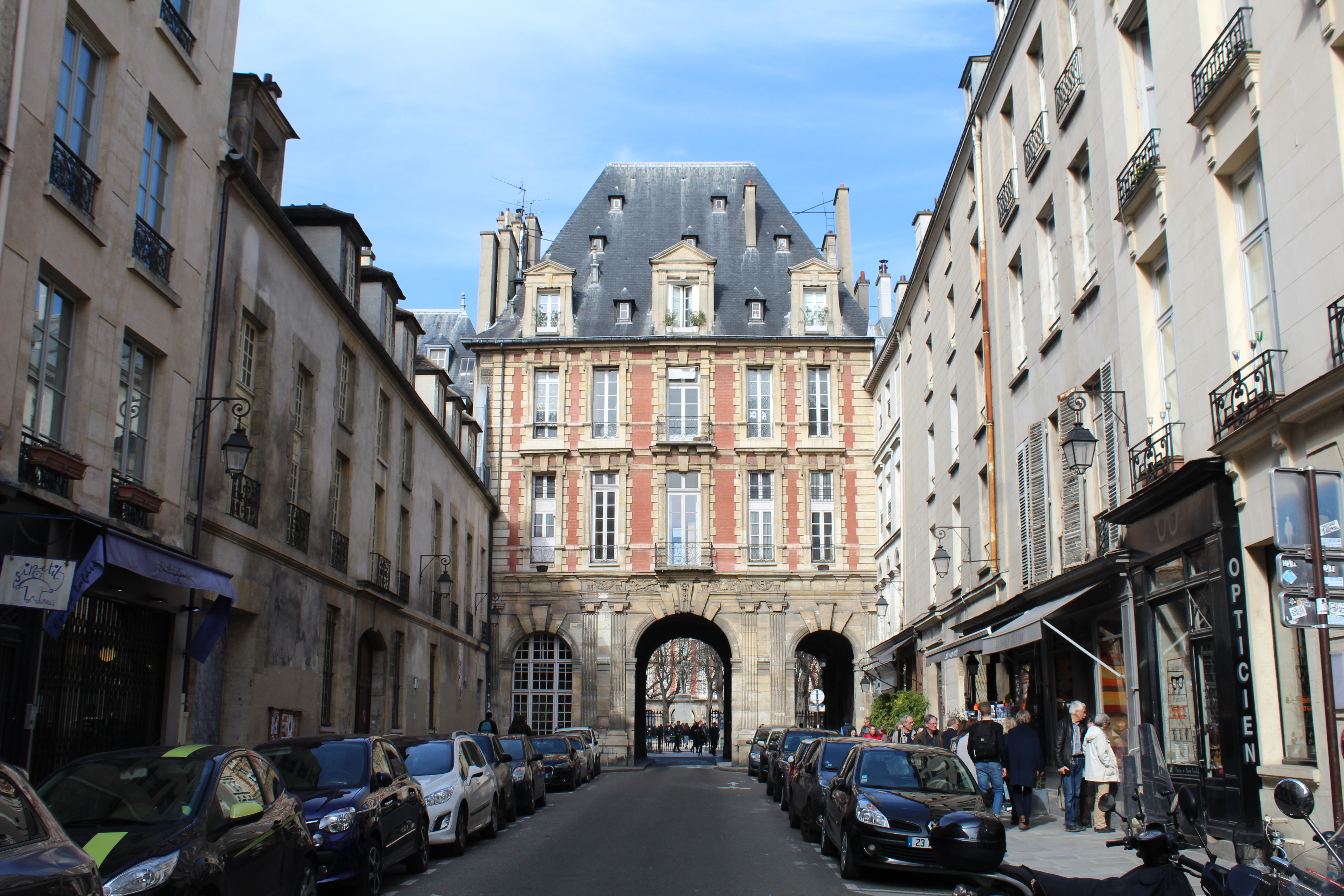
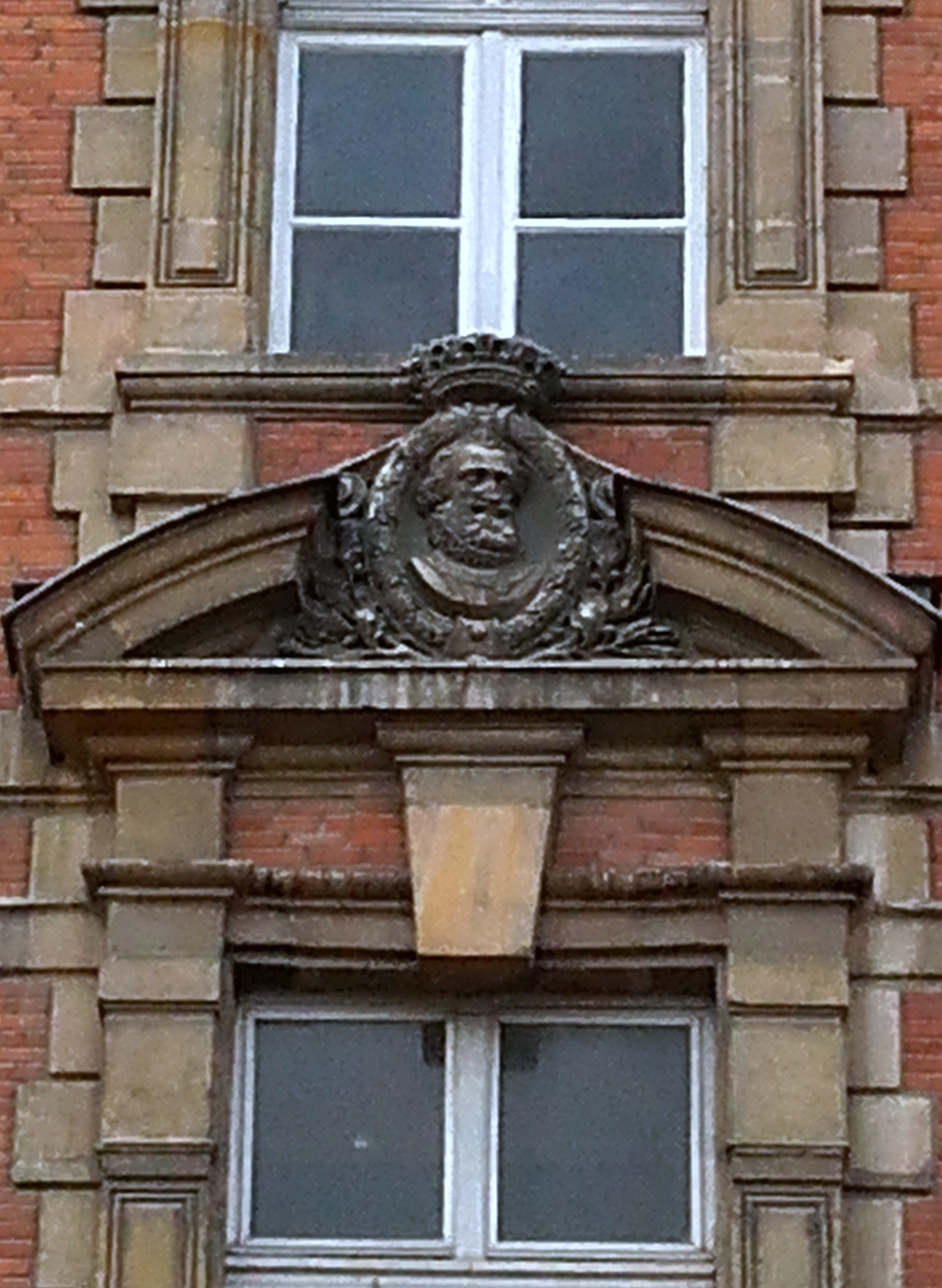